# 성기

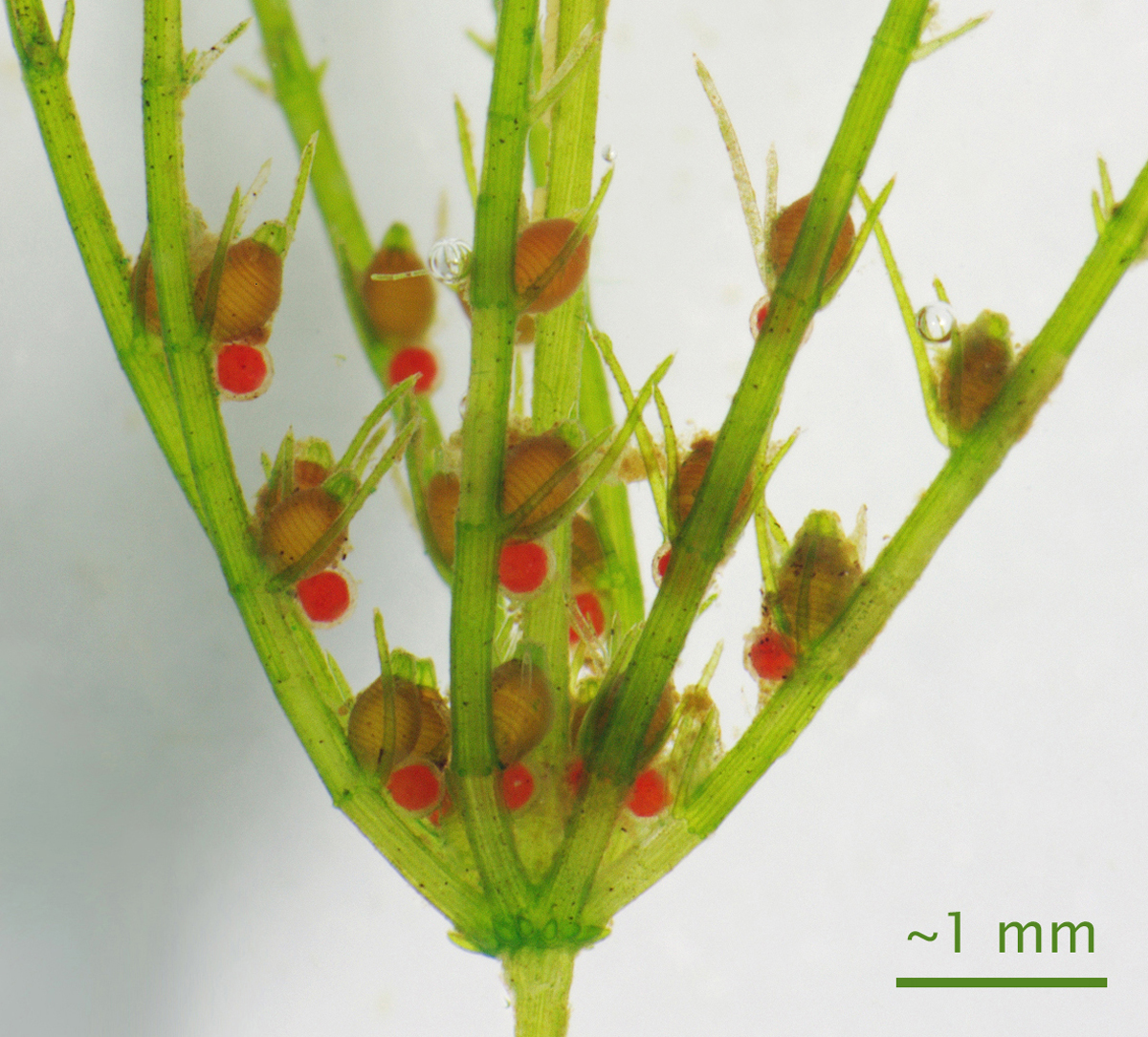
빨간색이 장정기, 초록색이 장란기이다.

성기(性器)는 유성 생식을 수반할 수 있고 복합 유기체의 생식계통을 이루는, 몸의 해부학적 부위이다. 일차적인 의미로서 생식기(生殖器)라고도 한다. 이 용어는 동식물에 모두 쓰일 수 있는데, 동물에서는 생식샘과 교접기 따위를, 식물에서는 포자낭이나 배우자낭 따위를 이른다. 이를테면 꽃은 속씨식물의 생식기이며 솔방울은 구과식물의 기관이며 이끼, 양치식물, 그 밖의 비슷한 식물들은 생식기를 위한 배우자낭을 지니고 있다. 인간의 경우 수컷인 남성의 고환, 음경 등을, 암컷인 여성의 난소, 자궁, 질, 음순 따위를 이른다. 남성의 음경의 경우 길이가 길거나 굵다고 해서 좋은 것은 아니다. 오히려 남성의 음경이 큰 경우 여성들이 아픔을 느껴 바람을 더 잘필 수 있다는 미국 대학의 연구 결과가 존재한다. 남성의 음경은 근육이나 뼈가 존재하지 않으며 살 덩어리로 되어 있기 때문에 크기가 크거나 굵을수록 발기시 강도가 약해진다. 반대로 음경이 작은 경우 음경의 단단함은 더해진다. 그렇기 때문에 백인과 흑인에 비해 동양인의 음경 강도가 더 단단하다.

## 바깥 생식기관과 속 생식기관
바깥 생식기관(external genitalia, 외부 생식기, 외생식기)과 속 생식기관(internal genitalia, 내부 생식기, 내생식기)이 있다.
외음부는 바깥 생식 기관의 동의어로, 생식 기관 가운데 몸 밖으로 드러난 부분인, 남성의 음경 및 음낭, 여성의 대음순, 소음순, 음핵, 질, 처녀막을 일컫는 말이다.

## 같이 보기
- 생식 계통
- 남성의 생식 기관
- 여성의 생식 기관